# 奥津城
奥津城（おくつじょう）は、千葉県勝浦市興津字要害（上総国夷隅郡興津）にあった日本の城。別名興津城（おきつじょう）。

## 概要
伝承によれば、正嘉2年（1258年）に地元の武士である佐久間氏によって築城されたとされているが、城の実在を確認できるのは戦国時代に入ってからとされる。その後、真里谷氏・正木氏の支配下に入った。
正木氏が奥津城を領したのは、天文13年（1544年）ごろとされているが、天正8年（1580年）に正木憲時が里見義頼に叛旗を翻したときには、里見軍に攻められて「興津巣城計（すじろばかり）」すなわち城郭部分以外が撃破されて裸の状態になったという（『妙本寺文書』「里見義頼書状」）。その後、天正18年（1590年）の小田原征伐後に廃城になった。
外房地域の主要な湊であった興津から1km北にある丘陵の尾根の上にある。地形的には海に向かって伸びる丘陵の南端に位置しており、標高は約120ｍ、城下があったと推定される北側の集落との高低差は30ｍほどである。南北400ｍ・東西100ｍの規模で南側の南北100ｍ・東西50ｍの方形の主郭が唯一の曲輪となっている。その東側には巨大な土塁が築かれ、北端には虎口を守るための櫓台が設けられた。城の北側には街道が、南側には興津の湊に続く尾根道があり、両者の交通を掌握するのに便があった。